# Благословенська сільська рада
Благослове́нська сільська рада (рос. Благословенский сельский совет) — сільське поселення у складі Оренбурзького району Оренбурзької області Росії.
Адміністративний центр та єдиний населений пункт — село Благословенка.

## Населення
Населення — 1478 осіб (2019; 1284 в 2010, 1062 у 2002).